# 帕滕 (緬因州普查規定居民點)
帕滕（英語：Patten）是位於美國緬因州佩諾布斯科特縣的一個普查規定居民點。

## 人口
根據2020年美國人口普查的數據，帕滕的面積為5.15平方千米，當中陸地面積為5.15平方千米，而水域面積為0.00平方千米。當地共有人口539人，而人口密度為每平方千米104.66人。